# Nuxalk
I Nuxalk (pronuncia [nuχalk]), anche noti come Bella Coola o Bellacoola, sono un popolo indigeno, delle cosiddette First Nations del Canada, che vivevano nell'area della città di Bella Coola in Columbia Britannica. Il loro governo tribale è denominato Nuxalk Nation.

## Lingua, nome e gruppi
La loro lingua è la Lingua nuxalk anche chiamata Lingua bella coola, ed appartiene alla famiglia linguistica delle lingue salish. La lingua ha subito un processo di deriva linguistica verso l'inglese e solo pochissime persone la parlano ancora come prima lingua, e qualche altro centinaio la capisce più o meno, per cui il nuxalk è considerato a serio pericolo di estinzione.
Il nome "Bella Coola", spesso usato nella letteratura accademica, non è molto amato dai Nuxalk che preferiscono quest'ultimo; deriva da una parola dei loro vicini, gli Heiltsuk (che però parlano una lingua della famiglia wakashan) che significa "straniero".
Il popolo Nuxalk era formato da quattro tribù:
- Kimsquit
- Tallheo o Talio o Talyu
- Stuic o Stuie
- Kwalhna o Kwatna[1]

## Storia
Prima del contatto coi bianchi, si stima che i Nuxalk fossero circa 35 000, sebbene altri studiosi abbassino di molto il numero 
Nel 1862 la grande epidemia di vaiolo ridusse drasticamente il loro numero, tanto che, nel 1864, solo 300 nuxalk erano sopravvissuti. Nel 1902, secondo Mooney, erano 302.

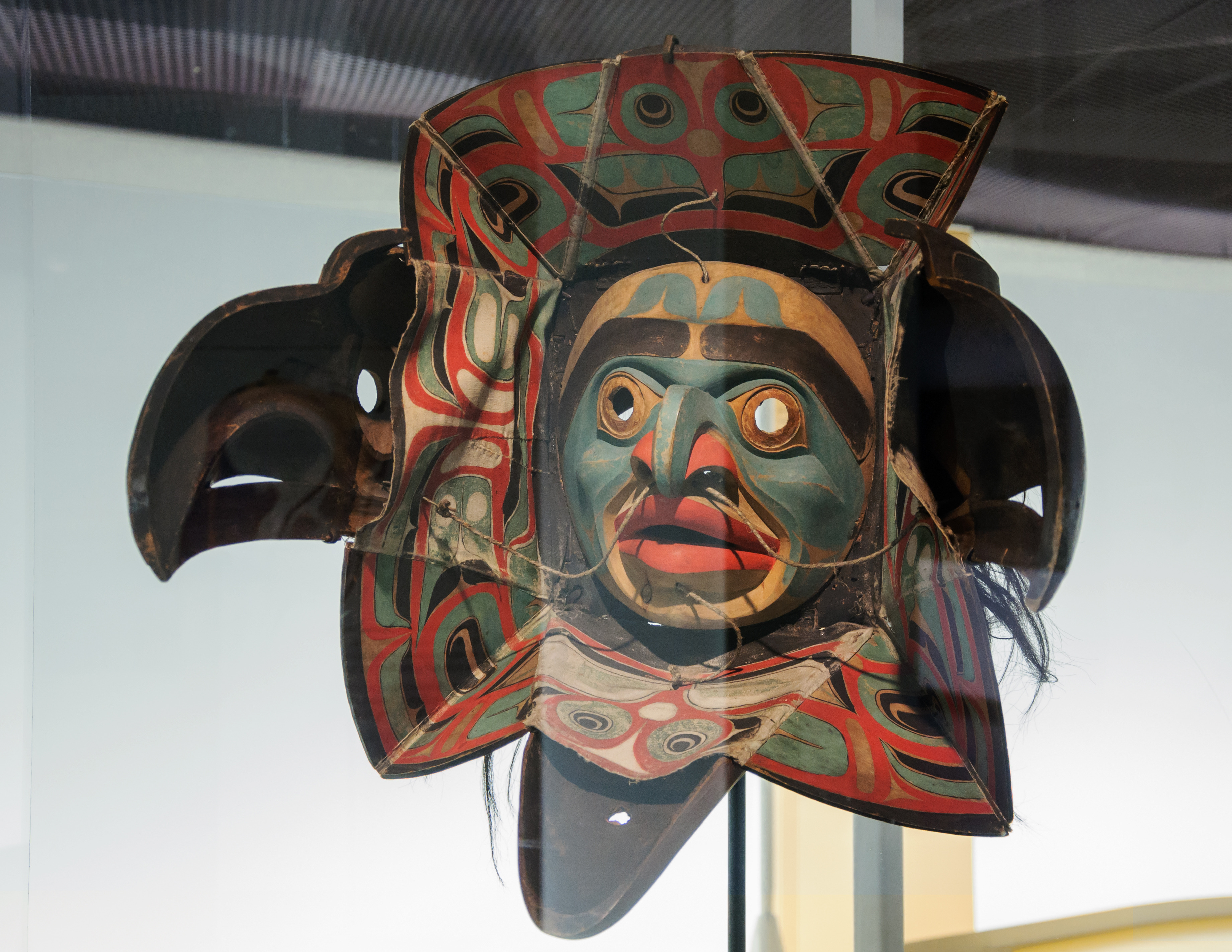
Maschera trasformante Nuxalk, XIX secolo

Il Current Indian and Northern Affairs Canada (INAC) stima che il numero totale di discendenti Nuxalk sia di circa 3 000 persone, dei quali circa 900 vivono nella Riserva Nuxalk nella Bella Coola Valley.
I Nuxalk fanno parte dell'Organizzazione delle nazioni e dei popoli non rappresentati.